# Rucanelo
Rucanelo é um município da província de La Pampa, na Argentina.